# Stephan Kellner
Johann Stephan Kellner (* 25. Oktober 1812 in Bruckberg; † 26. Juli 1867 in Nürnberg) war ein deutscher Glasmaler.

## Leben
Johann Stephan Kellner war ein Sohn von Johann Jacob Kellner (* 1788 in Nürnberg). Dieser, Sohn eines Kupferstechers, war anfangs in der Klingerschen Kunsthandlung beschäftigt und wurde von Ambrosius Gabler im Zeichnen unterrichtet. Er machte dann eine Lehre als Porzellanmaler in der Porzellanmanufaktur in Bruckberg und kehrte 1821 nach Nürnberg zurück. Schon während seines Aufenthalts in Bruckberg wurden drei Söhne geboren: Johann Georg 1811, Johann Stephan 1812, und Johann Gustav Herrmann 1814. Alle drei Söhne lernten Porzellanmalerei und besuchten zu ihrer weiteren Ausbildung die Nürnberger Kunstschule sowie die von Carl Alexander Heideloff neugegründete polytechnische Schule.
Um 1828 machte der Vater Kellner seine ersten Versuche in Glasmalerei, und bald wurde das Familienunternehmen zu einer bedeutenden Glasmalerei-Manufaktur, deren Werke auch  exportiert wurden. 
Ab 1846 führte Stephan Kellner selbständig eine eigene Werkstatt. Seine Söhne Samuel Benjamin (1848–1905) und Hermann (II., 1849–1926) führten die Werkstatt weiter.
Sein Bruder Hermann (I., 1814–1877) restaurierte die Glasfenster des Ulmer Münsters und machte eine eigene Werkstatt in Friedrichshafen auf, die von seinen Söhnen übernommen wurde.

## Werke
- Fenster in der Ritterkapelle in Haßfurt
- Fenster in der katholischen Kirche in Coburg
- Fenster in der Universitätskirche in Göttingen
- das Constantinfenster in der Martinskirche in Lüttich
- drei Fenster in der Clarakirche in Nürnberg
- Fenster in der Kirche zu Immenstedt
- eine Kopie des Volkamerschen Fensters in St. Lorenz zu Nürnberg für den Fabrikanten Zeltner in Nürnberg, ausgestellt 1851
  - eine andere Fassung davon im Victoria and Albert Museum in London[1]
- vier Fenster der Sankt-Petri-Kirche (Sankt Petersburg) (seit 1938 im Depot der Eremitage):[2]
  - Hl. Petrus und Hl. Johannes und Hl. Markus und Hl. Paulus (1864, nach Dürers Die vier Apostel)
  - Jesus auf dem Ölberg und Moses in der Wüste mit der Schlange (1866)
- vier Fenster in der Schlosskirche Neustrelitz (nicht erhalten)
- Restaurierung der Chorfenster in der Stadtkirche St. Jakob (Rothenburg ob der Tauber)